# Verband Deutscher Porzellangeschirrfabriken
Der Verband Deutscher Porzellangeschirrfabriken GmbH wurde 1899 in Berlin gegründet und war ein Preiskartell der in der Porzellanherstellung tätigen deutschen Unternehmen.  Der Sitz des Verbandes befand sich in Berlin, Luitpoldstraße 25 II. 1925 hatte der Verband 133 Mitglieder. Geschäftsführer waren 1925: Direktor Carl Tettenborn und Direktor Fritz Jaeger.  Vorsitzender des Verbandes war 1937 Rudolf Sies aus Selb. 1930 hatte der Verband 107 Mitglieder, 1937 hatte er 87 und 1941 hatte er 117 Mitglieder.  Der Verband bestand bis 1945 und hatte seinen Sitz in Berlin.
Gemeinsam mit dem bereits 1898 in Selb gegründeten Verband Bayerischer Porzellanindustrieller  gründete der Verband Deutscher Porzellangeschirrfabriken nach 1945 den Verband der Keramischen Industrie e.V. (VKI).

## Zweck
Zweck des Verbandes Deutscher Porzellangeschirrfabriken GmbH war die Durchführung von Einrichtungen zur Hebung der Porzellan-Industrie, insbesondere die Erzielung angemessener Verkaufspreise durch Vereinbarung allgemeiner Verkaufs- und Zahlungsbedingungen für In- und Ausland sowie die Einführung von Maßnahmen zur Verhinderung von Überproduktion.
Um dieses Ziel zu erreichen, verfasste der Verband Deutscher Porzellangeschirrfabriken eine Einladung zu einer Versammlung am 9. Juni 1899. Auf dieser Versammlung wurde die Gründung einer Vereinigung beschlossen. Am 25. Januar 1900 gründeten deutsche Porzellan-Fabrikanten die Vereinigung Deutscher Porzellanfabriken zur Hebung der Porzellan-Industrie GmbH.

## Marke
Am 24. Juni 1930 hat sich der Verband sogar ein eigenes Verbandszeichen beim Reichswarenzeichenregister (RWZR) eintragen lassen. Es handelt sich um einen größeren und einen kleineren Kreis. Im oberen Teil des großen Kreises steht: DEUTSCHES und im inneren, kleineren Kreis steht im unteren Teil: HARTPORZELLAN.